# سیارک ۹۹۷
سیارک ۹۹۷ (به انگلیسی: 997 Priska، نامگذاری:1923NR) نهصد و نود و هفتمین سیارک کشف شده‌است که در ۱۲ ژوئیه ۱۹۲۳ و در هایدلبرگ کشف شد.
قدر مطلق سیارک برابر ۱۲٫۰۰ است.